# 10379 Лейк Плесід
10379 Лейк Плесід (10379 Lake Placid) — астероїд головного поясу, відкритий 18 липня 1996 року.
Тіссеранів параметр щодо Юпітера — 3,115.